# M3 (most pontonowy)
M3 (ozn. ang. M3 Amphibious Rig) – samobieżny most pontonowy produkcji niemieckiej z napędem na wszystkie koła (4×4). Dodatkowo każde z czterech kół jest sterowane, co znacznie zwiększa manewrowość pojazdu.
Od 1968 roku armia brytyjska oraz niemiecka Bundeswehra używały samobieżnego mostu pontonowego M2 produkcji EWK. Po trzydziestu latach użytkowania wprowadzono nową, bardziej dopracowaną wersję M3.

## M2

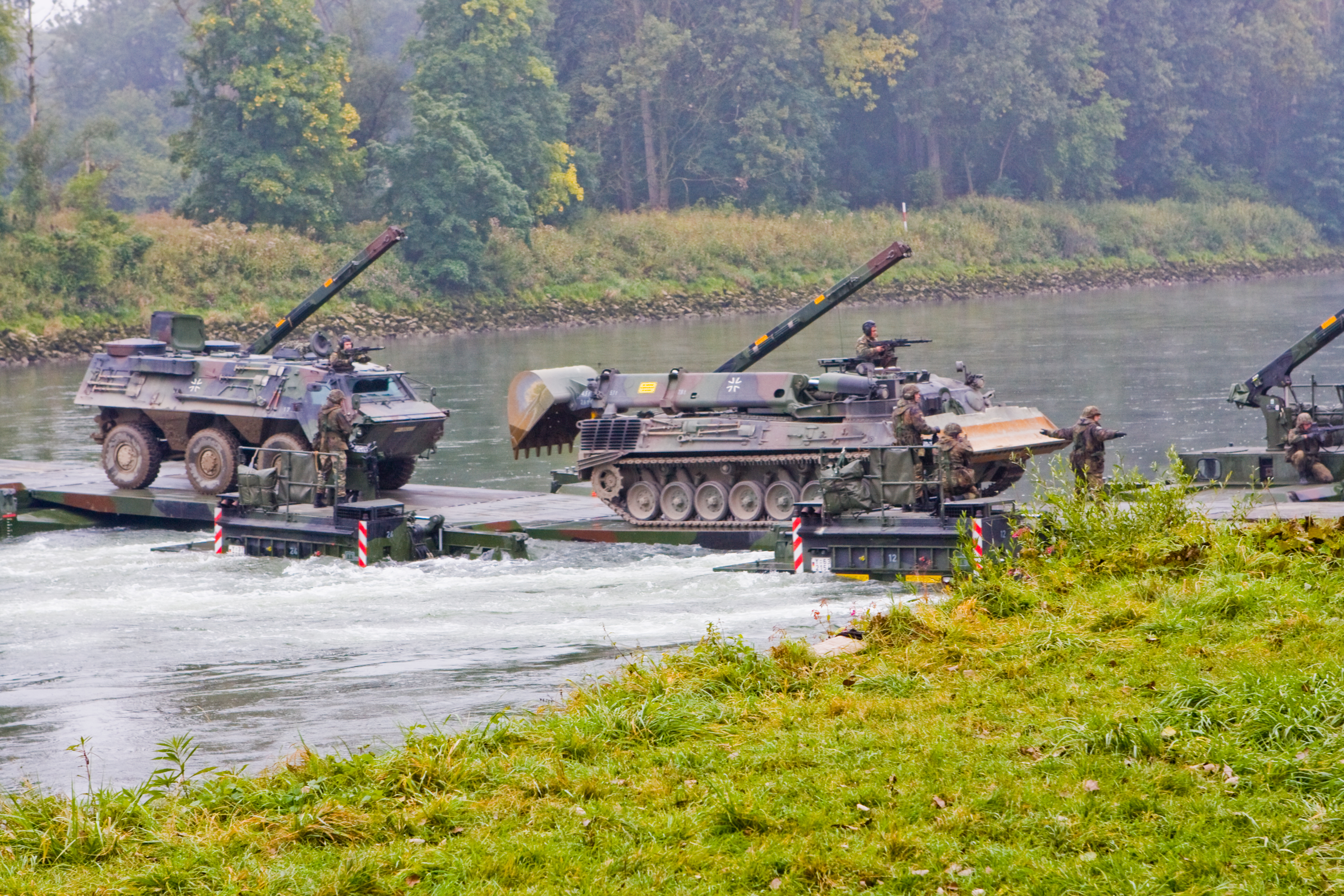
Pojazdy Bundeswehry pokonujące przeszkodę wodną przy pomocy mostów pontonowych M3

EWK skonstruował samobieżny most pontonowy M2 i rozpoczął jego dostarczanie od 1968 roku do ciężkich batalionów saperów Bundeswehry oraz saperów brytyjskich w sumie 385 pojazdów. Element samobieżnego mostu pontonowego M2 jest amfibijnym, terenowym czterokołowym pojazdem z napędem na wszystkie koła, którego podwozie wykonano z aluminium. Wszystkie cztery koła są sterowane, dzięki czemu pojazd o długości 13 m wykonuje skręt o średnicy około 25 metrów.
W pływaku głównym umieszczona jest kabina kierowcy oraz zintegrowany zespół napędowy. Przed wjazdem do wody rozkładane są hydraulicznie dwa pływaki boczne. Manewrowość oraz zdolność do poruszania się w wodzie płytkiej uzyskano dzięki zastosowaniu hydrodynamicznego napędu strugowodnego. Napęd ten umożliwi także obracanie się w miejscu i płynięcie w poprzek przeszkody wodnej. Na górze pojazdu zamontowany jest hydrauliczny dźwig, który w czasie poniżej minuty jest w stanie rozłożyć cztery elementy rampy. Elementy te służą do łączenia poszczególnych pojazdów tworząc przęsło długości do 8,7 metra lub jako wjazdy na most lub wyjazdy na brzeg. Nośność jest wystarczająca dla klasy MLC 50. W wersji M2D wprowadzono dodatkowo napełnianie zbiorników sprężonym powietrzem w celu zwiększenia wyporności, dzięki czemu nośność została zwiększona do wymaganej przez czołgi Challenger klasy MLC 70.

## M3

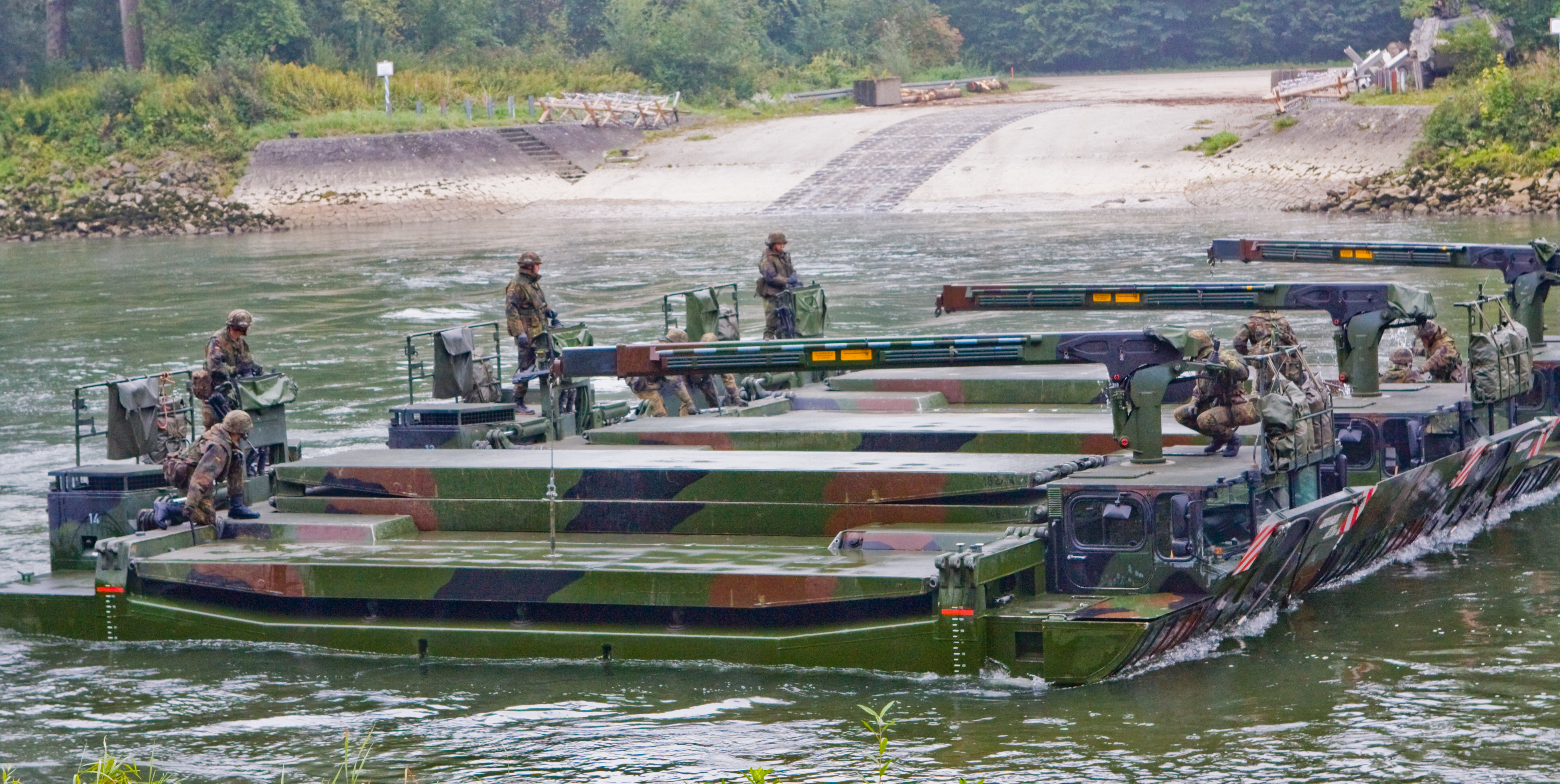
Przygotowanie trzech M3 do rozłożenia ramp. Panel sterujący dźwigiem oraz napędem strugowodnym, znajduje się w nadbudówce na rufie pojazdu

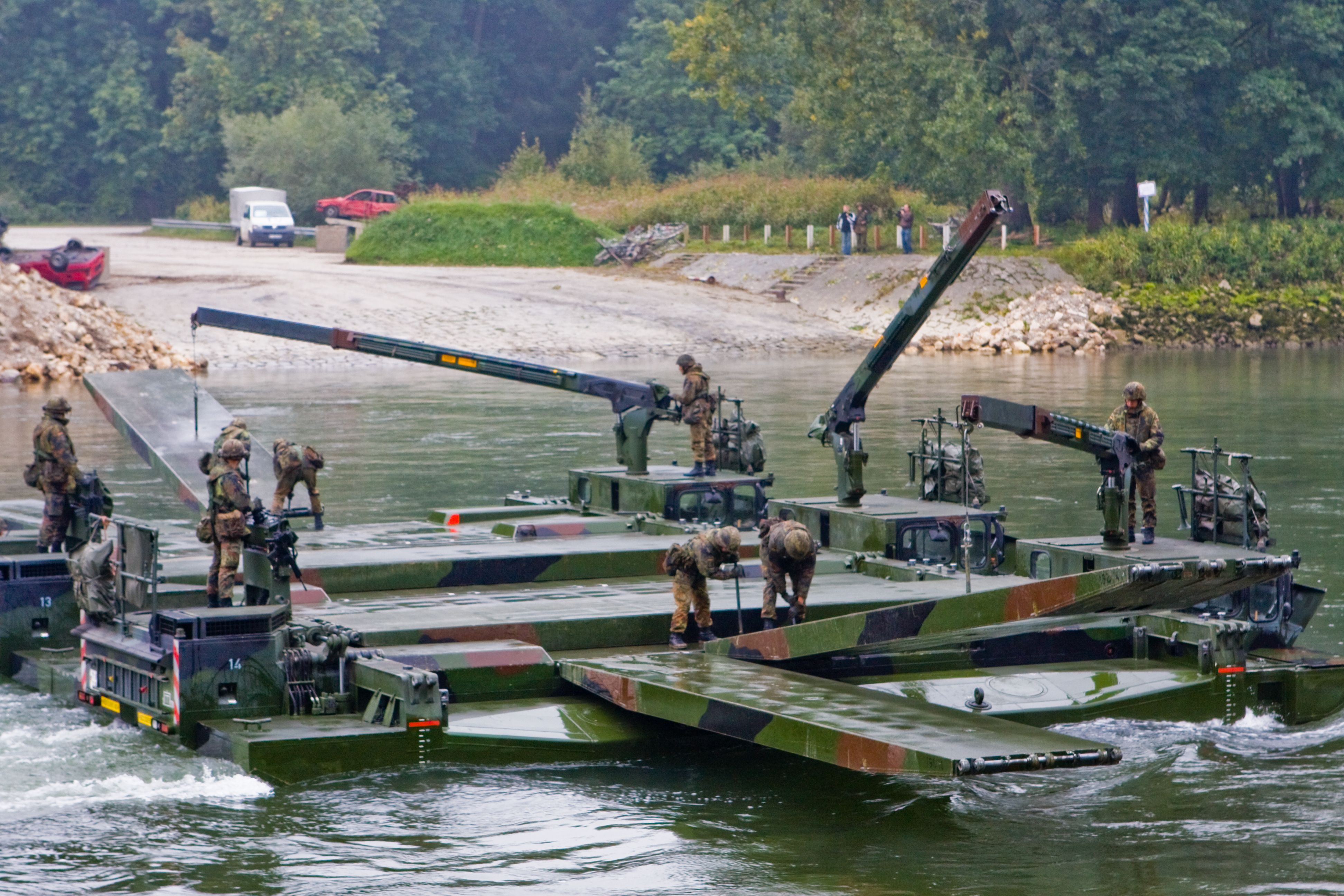
Proces tworzenia mostu; dzięki stałej sile napędowej silników, most złożony z pojazdów M3 utrzymuje swoją pozycję w wartkim nurcie rzeki

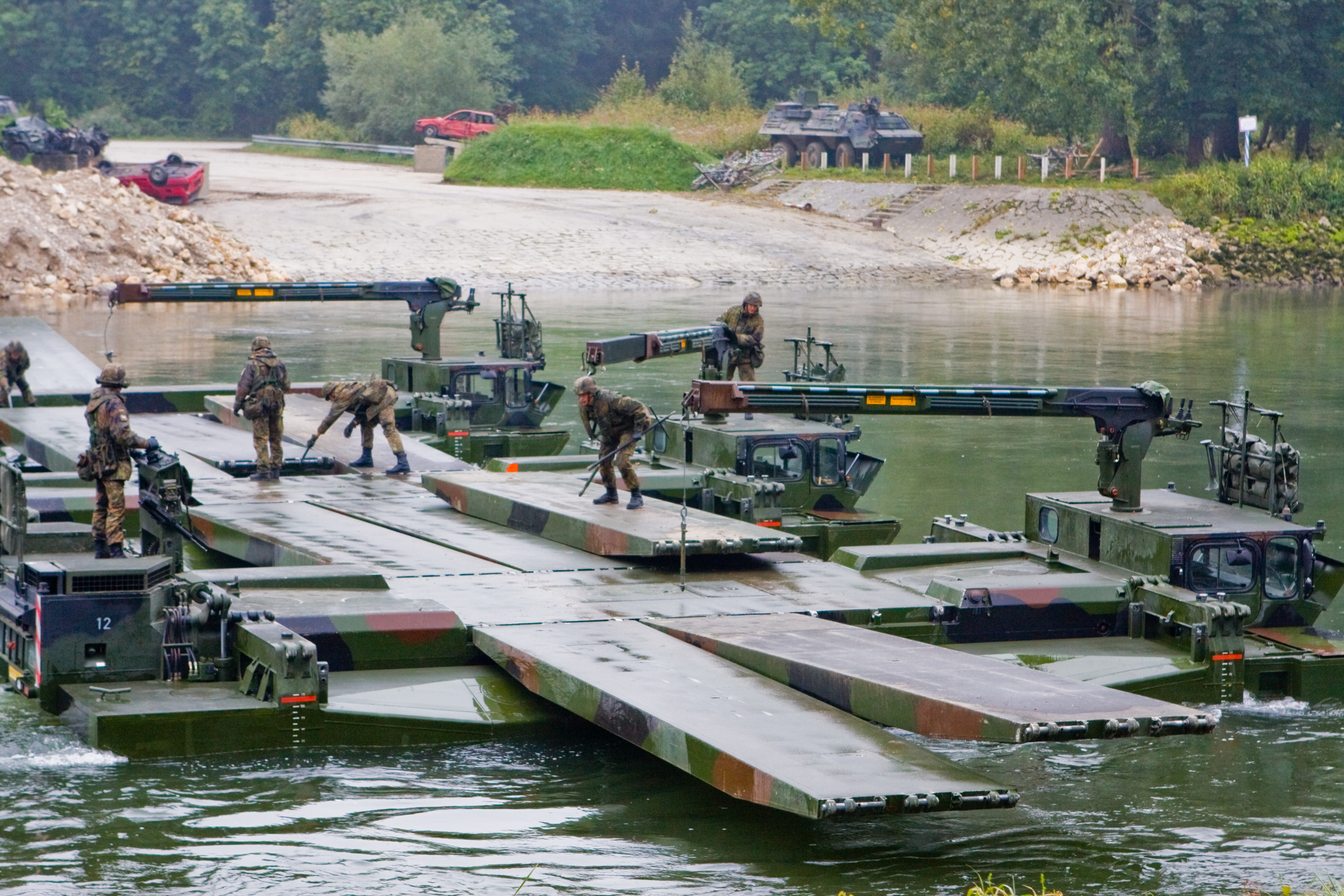
Dzięki własnemu dźwigowi (dobrze widocznemu na zdjęciu), elementy rampy mogą zostać w krótkim czasie ustawione w odpowiedniej pozycji tworząc przejazd

Po prawie trzydziestoletniej służbie w pododdziałach saperskich samobieżnego mostu pontonowego M2 zdecydowano się na wycofanie go ze służby ze względu na rosnące koszty utrzymania i konserwacji. Na bazie zebranych podczas jego długoletniej eksploatacji doświadczeń Niemcy oraz Wielka Brytania znów podjęły wspólne prace przy budowie jego następcy. Przy opracowywaniu samobieżnego mostu pontonowego M3 zdecydowano się na wiele ulepszeń: prędkość na drodze powinna wynosić od 60 do 80 km/h, zmniejszono liczę elementów tworzących rampę do trzech, obecną długość zwiększono o 2,30 m oraz zredukowano liczbę załogi do trzech osób. Koła pojazdu mogą być unoszone po wjeździe do wody, co zmniejsza opór stawiany nurtowi rzeki. Z ośmiu M3 można w przeciągu pół godziny wybudować 100-metrowej długości most o nośności klasy MLC 70. Od 1996 do 1999 roku poddawano intensywnym próbom 38 sztuk pojazdów M3 w Royal Engineer Corps oraz około 30 pojazdów w Schwere Pionierbataillon.
Nowa wersja pojazdu M3 oznaczona jako M3G, używana jest przez armie Republiki Chińskiej oraz Singapuru. W tym wariancie zamontowano opancerzoną kabinę, system ochrony NBC (przed bronią biologiczną, chemiczną, radiologiczną oraz nuklearną) oraz system klimatyzacji.

## Użycie bojowe
M3 swój chrzest bojowy przeszedł podczas operacji „Telic”, wspierając siły amerykańskie. 25 marca 2003 roku 3. pluton (412 Amph. Engr. Tp (V)) 23 Amphibious Engineer Squadron z 28 Engineer Regiment (Royal Engineers) przeprawił oddziały 3 Commando Brigade przez Shatt Al-Basrah, umożliwiając im kontynuowanie marszu na irackie miasto Basra. Kolejna zapora wodna znajdująca się na polach naftowych Rumallah została także pokonana przy użyciu mostów pontonowych M3, kiedy to jednostkami wspieranymi były trzy działa samobieżne AS90 z 16 Air Assault Brigade, wchodzące w skład armii brytyjskiej.